# Sunflower Seeds

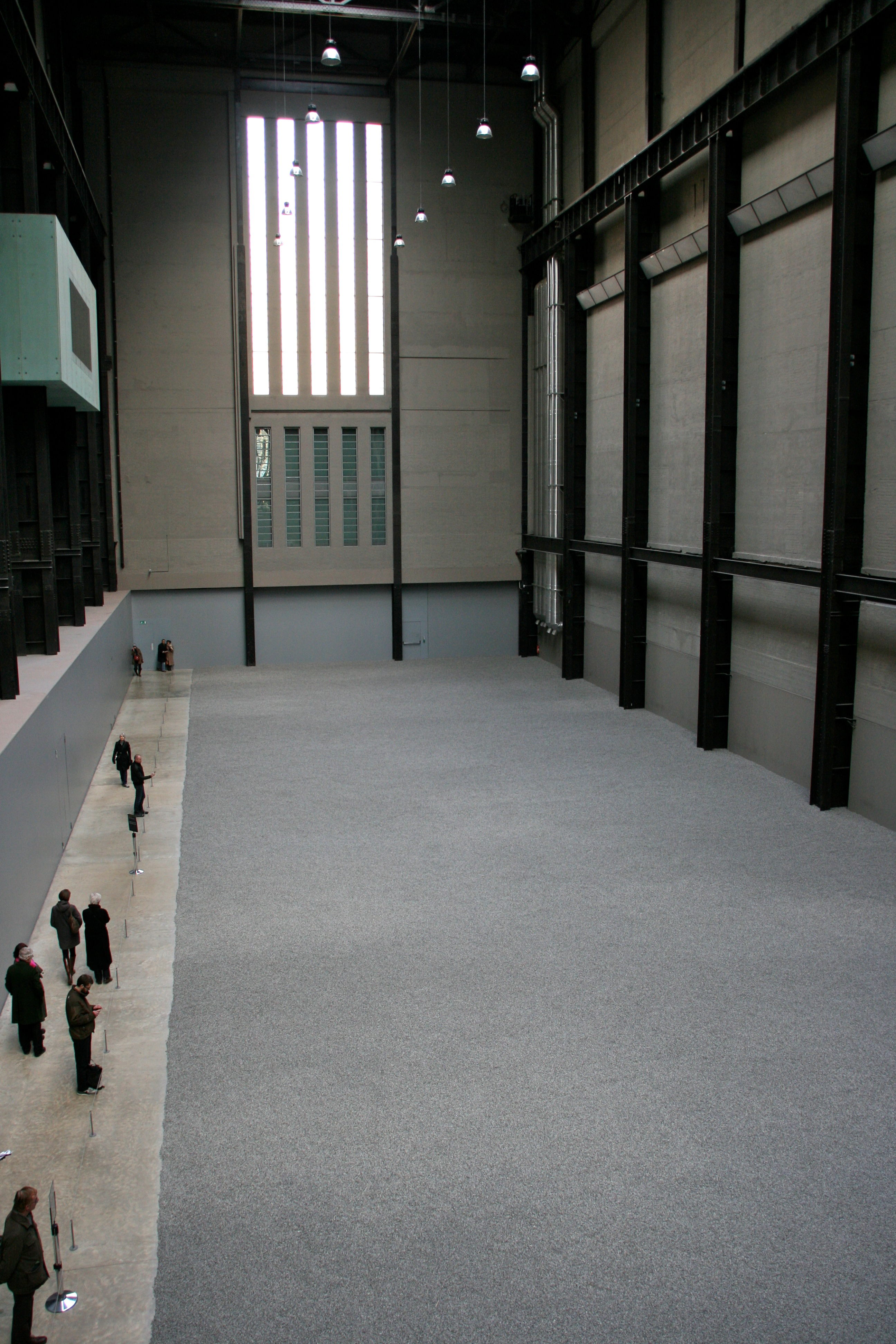
Sunflower Seeds, 2010

Sunflower Seeds ist eine Auftragsarbeit der Tate Modern an den zeitgenössischen Künstler Ai Weiwei im Rahmen der Unilever-Serie. Die raumfüllende Installation besteht aus 100 Millionen doppelt gebrannter und handbemalter Sonnenblumenkerne aus Porzellan, die über eine Gesamtfläche von 3400 m² 10 cm hoch aufgeschüttet wurden.
Das ehrgeizige Projekt Ai Weiweis, an dem ca. 1600 Menschen über zwei Jahre arbeiteten, wurde 2010 fertiggestellt und war vom 12. Oktober 2010 bis zum 2. Mai 2011 in der Turbine Hall, der Eingangshalle und zugleich größten Ausstellungshalle der Tate, zu sehen.

## Herstellungsprozess
Ai Weiwei verlegt die komplette Produktion der Sunflower Seeds in die sogenannte „Porzellanstadt“ Jingdezhen, die über eine lange Geschichte und einen ausgezeichneten Ruf in der Porzellanherstellung verfügt. Die traditionelle Technik, die hier praktiziert wird, erfordert viel Handarbeit, weshalb Ai Weiwei über einen Zeitraum von zwei Jahren etwa 1600 Menschen beschäftigt, darunter 600 Kunsthandwerker.
Ai Weiwei möchte durch dieses Vorgehen Teil der Stadtgeschichte Jingdezhens werden und Menschen zusammenbringen.
Im Laufe der Produktion werden Vorwürfe gegen Ai Weiwei laut, er würde ähnlich seinen westlichen Kollegen von der Produktion in China profitieren und zwar auf Kosten seiner Landsleute, die er als billige Arbeitskräfte ausbeute. 
Laut Kulturmagazin Du jedoch, erhielten alle 1600 Arbeiter von Ai ortsübliche Vergütung. Darüber hinaus ermöglichte Ai auch Hausfrauen eine flexible Heimarbeit.

## Werkbeschreibung

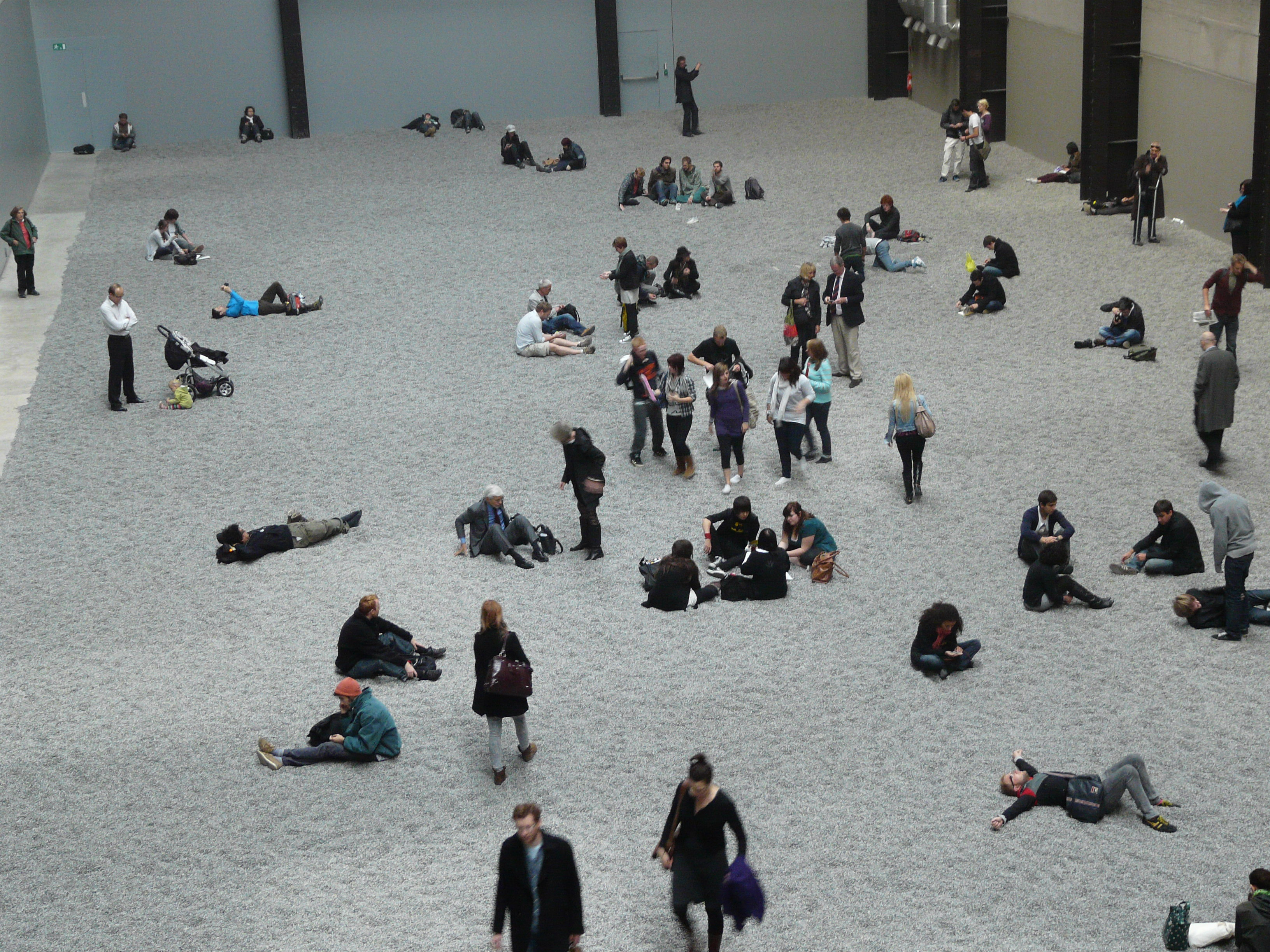
Sunflower Seeds 2010, zu Beginn der Ausstellung in der Tate Modern

Beim Betreten der Halle sieht sich der Besucher einer enormen Masse an Sonnenblumenkernen aus Porzellan gegenüber, die den gesamten Boden der Turbinenhalle 10 cm hoch ausfüllen. Von weitem überwiegt der Eindruck einer einheitlich grauen Fläche. Aus der Nähe betrachtet fällt die Detailtreue der einzelnen Kerne auf, die echten Sonnenblumenkernen verblüffend ähnlich sehen.
Ai Weiwei möchte damit die Besucher irritieren und erreichen, dass diese die Kerne in die Hand oder sogar in den Mund nehmen, um zu prüfen, ob sie es nicht doch mit echten Sonnenblumenkernen zu tun haben. Um dies zu ermöglichen, wählt Ai Weiwei ganz bewusst eine Ausstellungsform, bei der die Besucher mit seiner Kunst interagieren können. So dürfen die Besucher den Teppich aus Sonnenblumenkernen betreten und können so diese Installation physisch erleben. 
Allerdings werden kurz nach Beginn der Ausstellung Gesundheitsbedenken laut, gemäß derer das Einatmen des feinen Porzellanstaubs zu Krankheiten führen kann. Infolgedessen wird das Betreten der Sunflower Seeds verboten, der Besucher hat aber die Möglichkeit, die Installation von  einem  abgesperrten Weg, sowie von einer Brücke aus zu betrachten. 
Der Eindruck der Installation verändert sich durch diese Maßnahme dahingehend, dass das laute Knirschen der Kerne wieder der museumstypischen Stille weicht und die graue Farbfläche nun nicht mehr durch menschliche Bewegung und Farben durchbrochen wird. Im Vordergrund steht nicht mehr die Interaktion mit dem Kunstwerk, sondern dessen Betrachtung, die eine geradezu meditative Wirkung auf den Besucher haben kann.
In späteren Ausstellungen variiert Ai Weiwei die Präsentationsweise der Sunflower Seeds. Teilweise bedeckt er nur abgetrennte Flächen einer Ausstellungshalle oder schichtet die Kerne zu Haufen auf. Für eine Ausstellung in der Marcel Duchamp Kunsthalle in Cully, der kleinsten Kunsthalle der Welt, lässt Ai Weiwei speziell kleinere Kerne anfertigen, um den monumentalen Eindruck auch in diesen kleinen Raum zu transportieren.

## Interpretationsansätze
Der positive und lebendige Eindruck, den man sich zu Beginn der Ausstellung von den Sunflower Seeds machen konnte, spiegelt sich in einer Assoziation wider, gemäß derer Sonnenblumenkerne in China nicht nur ein beliebter Straßensnack, sondern auch Symbol für Mitgefühl und Freundschaft sind.
Bezogen auf die Zeit der Kulturrevolution stehen die Sunflower Seeds für die Sonnenblumenkerne, die das Volk trotz ihrer Armut miteinander teilten. Ein Zeichen von Mitgefühl und Freundschaft, Gesten der Humanität in einer inhumanen Ära.
Das Motiv der Sonnenblumenkerne verwendet Ai Weiwei bereits zu einem sehr frühen Zeitpunkt seiner Schaffensperiode. Hanging Man von 1985 zeigt das Profil des Künstlers Marcel Duchamp, das aus einem metallischen Kleiderbügel gebogen wurde. Auf einer Fotografie Ais ist dieses „Porträt“ auf einem Tisch liegend zu sehen, während es inwendig mit Sonnenblumenkernen ausgefüllt ist. Eingedenk der bewundernd freundschaftlichen Gefühle, die Ai für Duchamp hegt, ist eine positive Konnotation der Sonnenblumenkernen auch in diesem Fall sicherlich intendiert.
Zugleich erinnern die Kerne an die Propagandapolitik Mao Tse-tungs jener Zeit, der sich häufig der Metaphorik von Sonnenblumen bedient. Besonders deutlich wird dies auf Propagandaplakaten, die Mao als leuchtende Sonne darstellen, der das chinesische Volk in Form von Sonnenblumen die Köpfe zuwendet.

## Parallelen zu anderen Kunstwerken

### Xu Jiang:Living together
Aus thematischer Sicht weisen Ai Weiweis Sunflower Seeds eine große Nähe zu den Sonnenblumenvariationen Xu Jiangs auf.  Mit seiner Installation Living together, 2012, die aus dicht gedrängten, überdimensionierten Sonnenblumen aus Aluminium besteht, bezieht sich der chinesische Künstler explizit auf die Zeit der Kulturrevolution. Allerdings strahlen die deformiert wirkenden und in dunklen Farben gehaltenen Blumen Xu Jiangs eine wesentlich düstere Stimmung aus, als Ai Weiweis Sunflower Seeds.

### Antony Gormley:Asian Field
Auf formaler Ebene liegt allein aufgrund der großen Anzahl der Porzellankerne der Bezug zu Antony Gormleys Asian Field nahe. Gormley, der mit Asian Field ebenso wie Ai Weiwei zu Gast auf der Biennale in Sydney 2006 war, präsentiert in riesigen Hallen und öffentlichen Plätzen eine Installation, bei der 180 000 Figuren aus Ton dem Betrachter gegenüberstehen. Der dominierende Eindruck einer monochromen Farbfläche deckt sich mit dem Eindruck, der beim Betrachten von Ai Weiweis Sunflower Seeds entsteht.                                                                                                                Wie Ai Weiwei bezieht auch Antony Gormley Laien in den Herstellungsprozess ein, indem er die Figuren innerhalb von 5 Tagen von 350 Bewohnern des chinesischen Dorfes Xianshan anfertigen lässt.

### Michael Landy:Scrapheap Services
Auch zu Michael Landys Installation Scrapheap Services von 1995 lassen sich Parallelen feststellen. Die kleinen Papiermännchen, die den Ausstellungsraum ausfüllen und im Begriff sind, von einem „Schrottplatz-Dienst“ in Form von lebensgroßen Puppen aufgesammelt und entsorgt zu werden, werfen wie Ai Weiweis Sunflower Seeds die Frage nach dem Individuum in der Gesellschaft auf.